# Dajana Cahill
Dajana Cahill (Brisbane, Queensland, 4 de agosto de 1989) es una actriz australiana, más conocida por su papel de Layla Fry en la serie de televisión ¿Por qué a mí?, que se ha proyectado en Nine Network, ABC1, Disney Channel, y BBC en el Reino Unido.

## Biografía
Cahill comenzó su carrera en la formación del cine y la televisión estudiando en Televisión Estudio International junto con su profesor de actuación Craig McMahon.
Obtiene el papel de Layla Fry a los 17 años de edad en la serie ¿Por qué a mi?, donde consiguió ganar un premio AFI por ser la hermana rebelde de la serie. Dajana también apareció en la segunda temporada de Sea Patrol como Carly Walsman. Ella apareció en un episodio de H2O: Sirenas del Mar como una jugadora de voleibol en el lado opuesto del elenco principal.
Dajana actualmente vive en Melbourne.

## Filmografía
| Año       | Título                        | Personaje     | Notas          |
| --------- | ----------------------------- | ------------- | -------------- |
| 2006-2007 | ¿Por qué a mi?                | Layla Fry     | Coprotagonista |
| 2008      | H2O: Sirenas del Mar          | Cindy         | 1 episodio     |
| 2008      | Servicio Marítimo de Patrulla | Carly Walsman | 5 episodios    |